# A·R·阿门斯
阿奇·蘭道夫·阿门斯（英語：Archie Randolph Ammons，1926年2月18日—2001年2月25日），美国诗人，出生于鄰近美国北卡罗来纳州懷特維爾的農場，二战时期曾经加入美国海军，后在威克森林大学就读生物学。他曾在加利福尼亞大學柏克萊分校修习英语专业，获得文学硕士学位。阿门斯曾在1973年和1993年两度获得美国国家图书奖（诗歌类）。2001年2月25日，阿门斯病逝于美国纽约。